# Ceratothoa carinata
Ceratothoa carinata är en kräftdjursart som först beskrevs av Giovanni Giuseppe Bianconi 1869.  Ceratothoa carinata ingår i släktet Ceratothoa och familjen Cymothoidae. Inga underarter finns listade i Catalogue of Life.